# Ichneumon urticae
Ichneumon urticae là một loài tò vò trong họ Ichneumonidae.